# Villadossola
Villadossola (tiếng Piedmonte Vila d'Òssola) là một đô thị ở Val d'Ossola thuộc vùng Piedmont, Ý, có cự ly 120 km về phía đông bắc của Torino. Đô thị này tọa lạc về phía nam của Domodossola, về phía tây của the Toce, trong Valle Antrona.
Đô thị này có diện tích 18,02 km², dân số tháng 6 năm 2006 là 6.883 người. Villadossola thuộc quản lý của tỉnh Verbano-Cusio-Ossola.
Trước đây, đây là một trung tâm sắt thép, hóa chất quan trọng.
Villadossola giáp các đô thị: Beura-Cardezza, Domodossola, Montescheno, Pallanzeno, Seppiana.